# L'idolo cinese (Paisiello)
L'idolo cinese è un'opera comica in due atti di Giovanni Paisiello, su libretto di Giovanni Battista Lorenzi.
La prima ebbe luogo al Teatro Nuovo Napoli nella primavera del 1767.
L'idolo cinese è la seconda opera di Paisiello rappresentata a Napoli e la prima nata dalla collaborazione con il librettista napoletano Lorenzi. Il successo fu enorme: il re Ferdinando IV fece allestire lo spettacolo a Palazzo Reale, giudicandolo degno di far parte delle celebrazioni per l'arrivo della consorte Maria Carolina d'Austria e per la visita del cognato Giuseppe II.

## Personaggi
- Tuberone (basso)
- Ergilla (soprano)
- Liconatte (tenore)
- Pilottola (basso)
- Parmetella (soprano)
- Kametri (soprano)
- Adolfo (soprano)
- Gilbo (soprano)